# Sol Carreño
Sol María Carreño Carvalho (Lima, 8 de diciembre de 1965) es una abogada, conductora y exactriz peruana. Conocida principalmente por ser actual conductora del programa Cuarto poder.

## Biografía
Hija de Arturo Carreño Hawkins y María Emilia Carvalho Guzmán. Estudió la primaria y la secundaria en el Colegio Santa Úrsula. Una vez graduada, estudió Derecho en la PUCP, en la cual obtuvo el título de abogada.
En el año 1986, incursionó en las telenovelas, protagonizando Bajo tu piel, al siguiente año participó en Paloma, ambas dirigidas por Francisco Lombardi.
El 17 de mayo de 1993, condujo el noticiero matutino Primera edición, junto a Pablo Cateriano, Arturo Pomar y Ana María Mejía, posteriormente por Federico Salazar y Michael Patzl, que duró hasta en febrero de 2001.
En septiembre de 1995, se casó con el abogado Ismael Noya de la Piedra con quien tiene tres hijos.
En febrero de 2001, Panamericana Televisión donde condujo programa de espectáculos al mediodía Sol de mediodía y también el noticiero matutino relanzamiento Buenos días, Perú, junto a Federico Salazar, Valia Barak y Juliana Oxenford, que duró hasta el mismo año.
En noviembre de 2002, regresó a América Televisión donde condujo fue conductora de Un nuevo día, junto a Carlos Cornejo, Verónica Ayllón y María Pía Ureta, que duró hasta en junio de 2003.
En octubre de 2005 hasta diciembre de 2020 fue conductora del programa pero en 2022 regreso y actualmente, es conductora principal de Cuarto poder.

## Créditos
| Año                        | Título            | Rol          | Notas | Canal                   |
| -------------------------- | ----------------- | ------------ | ----- | ----------------------- |
| 1986                       | Bajo tu piel      | Protagonista |       | ATV                     |
| 1987                       | Paloma            | Participante |       | ATV                     |
| 1993-2001                  | Primera edición   | Presentadora |       | América Televisión      |
| 2001                       | Sol de mediodía   | Presentadora |       | Panamericana Televisión |
| 2001                       | Buenos días, Perú | Presentadora |       | Panamericana Televisión |
| 2002-2003                  | Un nuevo día      | Presentadora |       | América Televisión      |
| 2005-2020, 2022-actualidad | Cuarto poder      | Presentadora |       | América Televisión      |

### Radio
- 2004: Juntos en CPN Radio[7]